# Francisco Uranga y Sáenz
Francisco Uranga y Sáenz (* 16. November 1863 in Santa Cruz de Rosales, Chihuahua; † 8. Juli 1930 in Mexiko-Stadt) war ein mexikanischer Geistlicher und römisch-katholischer Bischof von Cuernavaca.

## Leben
Francisco Uranga y Sáenz empfing am 5. März 1886 das Sakrament der Priesterweihe für das Bistum Durango.
Am 25. Juni 1903 ernannte ihn Papst Leo XIII. zum Bischof von Sinaloa. Der Erzbischof von Durango, Santiago de Zubiría y Manzanera, spendete ihm am 16. August desselben Jahres die Bischofsweihe; Mitkonsekratoren waren der Bischof von Chihuahua, Nicolás Pérez Gavilán y Echeverría, und der Bischof von Ciudad Victoria-Tamaulipas, Filemón Fierro y Terán. Die Amtseinführung fand am 4. Oktober 1903 statt.
Am 18. Dezember 1919 trat Francisco Uranga y Sáenz als Bischof von Sinaloa zurück. Am gleichen Tag ernannte ihn Papst Benedikt XV. zum Titularbischof von Tlos und bestellte ihn zum Weihbischof in Guadalajara. Papst Pius XI. ernannte ihn am 21. April 1922 zum Bischof von Cuernavaca. Die Amtseinführung erfolgte am 8. Juni desselben Jahres.